# Vera Rubin
Vera Florence Rubin, född Cooper 23 juli 1928 i Philadelphia, Pennsylvania, död 25 december 2016 i Princeton, New Jersey, var en amerikansk astronom som blivit känd för sina arbeten kring galaktisk rotation.
Vera Rubins iakttagelser av hur galaxernas faktiska rotation avviker från den förväntade har flertalet fysiker sammankopplat med teorierna om mörk materia. Själv tillhörde hon dock en marginell grupp som föredrar den alternativa ad hoc-teorin MOND framför en ny sorts sub-nukleär partikel.

## Biografi
Rubin sökte efter examen från Vassar College i Poughkeepsie i New York (1948) till Princetonuniversitetet, men universitetet antog ännu inte kvinnor till astronomiprogrammet. I stället kom hon att studera fysik vid Cornelluniversitetet för bland andra Philip Morrison, Richard Feynman och Hans Bethe. Hon avlade mastersexamen där 1951 och doktorsexamen vid Georgetownuniversitetet 1954. I sin doktorsavhandling slöt hon sig till att galaxer klumpar ihop sig snarare än att vara godtyckligt spridda i universum. Idén att galaxhopar kunde finnas blev inte allvarligt övervägd av andra förrän 20 år senare.
Vera Rubin var medlem av den amerikanska vetenskapsakademin (National Academy of Sciences).

## Utmärkelser
Vera Rubin var hedersdoktor vid bland annat Harvard och Yale samt var knuten till Carnegie Institution for Science i Washington, D.C..
Vera C. Rubin-observatoriet på Cerro Pachón i Chile är uppkallat efter henne.
Asteroiden 5726 Rubin är uppkallad efter henne, liksom den så kallade Rubin-Ford-effekten.